# Such a Little Queen (film 1921)
Such a Little Queen è un film muto del 1921 diretto da George Fawcett, un noto attore: questo è il terzo dei soli tre film da lui diretti.
La commedia teatrale da cui è tratto il soggetto del film era già stata adattata per lo schermo nel 1914 da Such a Little Queen di Edwin S. Porter e Hugh Ford, con protagonista Mary Pickford. A teatro, il lavoro originale di Channing Pollock era andato in scena all'Hackett Theatre di Broadway il 31 agosto 1909, interpretato da Elsie Ferguson.

## Trama
Nel regno di Gzbfernigambia scoppia la rivoluzione e la regina Anne, promessa sposa di Stefano di Hetland, fugge dal paese verso gli Stati Uniti insieme al barone Cosaco. A New York Anne fa amicizia con il giovane Bob Trainor, manager del ricco Adolph Lawton che le ha trovato un appartamento nell'East Side. Benché il tycoon progetti un matrimonio aristocratico per la figlia Elizabeth, questa, innamorata di Bob, è gelosa della regina in esilio. L'arrivo a New York di Stefano, rimette tutto in gioco. Lawton presta ai due monarchi il denaro per rimettere in piedi le finanze dei loro regni che verranno uniti e che potranno così pagare i debiti della nazione. Elizabeth e Bob possono allora fidanzarsi.

## Produzione
Il film fu prodotto dalla Realart Pictures Corporation.

## Distribuzione
Distribuito dalla Realart Pictures, il film uscì nelle sale cinematografiche USA nel luglio 1921.